# Unéo
Unéo est une mutuelle de santé française qui gère la complémentaire santé des militaires, en activité de service ou retraités, et leurs familles.
En 2016, elle collecte 578,7 M€ de cotisations, pour 1,1 million de personnes bénéficiaires directes et indirectes, ce qui en fait la huitième mutuelle de France.

## Historique
Unéo est née en octobre 2008 de la fusion de l’activité santé des trois mutuelles de militaires : la Caisse Nationale du Gendarme (CNG), la Mutuelle Nationale Militaire (MNM) et la Mutuelle de l’Armée de l’Air (MAA).
Référencée une première fois de 2011 à 2017, Unéo a été de nouveau référencée pour sept ans, le 1er janvier 2018, par le ministère des Armées  pour assurer la protection sociale complémentaire des personnels militaires et civils de la Défense. L’organisme revendique la protection de 90 % du personnel du ministère[source secondaire souhaitée].
En février 2013, elle fut la première mutuelle nationale à obtenir le label « Diversité », par l’AFNOR.
En septembre 2016, Unéo, la Mutuelle générale de la Police (MGP) et la Garantie mutuelle des fonctionnaires (GMF), avec l’appui de Covéa, crée UNÉOPÔLE, un pôle mutualiste de protection sociale sécurité-défense.

## Gouvernance
Unéo est une société de personnes régie par le code de la Mutualité et adhérente à la Fédération nationale de la Mutualité Française (FNMF). Sa direction repose sur un système représentatif dans lequel chaque adhérent possède une voix. Les membres participants (adhérents principaux) élisent leurs représentants − les délégués – qui siègent à l’Assemblée générale. L’assemblée générale est composée de 167 délégués élus pour 6 ans et elle décide des grandes orientations politiques et stratégiques de la mutuelle. Elle élit également les membres du conseil d’administration. Le conseil d'administration est composé du président et du 1er vice-président, nommés par le ministre des Armées, et de 26 élus pour 6 ans ou 3. Depuis le 1er janvier 2021, l'ingénieur général hors classe de l'armement (2S) Marc Leclère est le président de la Mutuelle.